# Albuera

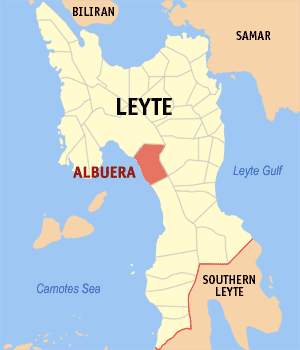
Bản đồ Leyte với vị trí của Albuera

Albuera là một đô thị hạng 3 ở tỉnh Leyte, Philippines. Theo điều tra dân số năm 2000 của Philipin, đô thị này có dân số 34.335 người trong 7.193 hộ.

## Các đơn vị hành chính
Albuera được chia ra 16 barangay.
| - Antipolo - Balugo - Benolho - Cambalading - Calingatnan - Cayag-ang - Damula-an - Doña Maria (Kangkuirina) - Katipunan - Mahayag - Mahayahay | - Poblacion - Salvacion - San Pedro - Seguinon - Sherwood - Tabgas - Talisayan - Taruc - Tinag-an |